# Ali Baba Goes to Town
Ali Baba Goes to Town (bra Ali Babá É Boa Bola) é um filme norte-americano de 1937, do gênero comédia musical, dirigido por David Butler e estrelado por Eddie Cantor e Tony Martin.
Elogiada comédia musical, Ali Baba Goes to Town é considerado um dos melhores trabalhos de Eddie Cantor.
Apesar de ambientado nas Mil e Uma Noites, o filme faz brincadeiras com a época em que foi produzido e termina com sua estreia nos cinemas. Além disso, pode ser visto como uma pequena sátira a Hollywood.

## Sinopse
Um andarilho encontra trabalho como extra em um filme sobre as Mil e Uma Noites. Após tomar uma poção para dormir, ele se imagina de volta à velha Bagdá, onde torna-se conselheiro do sultão. Não perde tempo e faz projetos, taxa os ricos e abole o exército. Os inimigos tentam livrar-se dele, mas são derrotados com o auxílio de um tapete mágico. No final, o vagabundo acorda.

## Premiações
| Patrocinador                                  | Prêmio     | Categoria          | Situação                    |
| --------------------------------------------- | ---------- | ------------------ | --------------------------- |
| Academia de Artes e Ciências Cinematográficas | Oscar 1938 | Melhor coreografia | Indicado[carece de fontes?] |

## Elenco
| Ator/Atriz         | Personagem       |
| ------------------ | ---------------- |
| Eddie Cantor       | Ali Babá         |
| Tony Martin        | Yusuf            |
| Roland Young       | Sultão           |
| June Lang          | Princesa Míriam  |
| Gypsy Rose Lee     | Sultana          |
| John Carradine     | Ishak            |
| Virginia Field     | Dinah            |
| Alan Dinehart      | Boland           |
| Douglass Dumbrille | Príncipe Musah   |
| Maurice Cass       | Omar             |
| Warren Hymer       | Vagabundo        |
| Stanley Fields     | Vagabundo        |
| Paul Hurst         | Capitão          |
| Sam Hayes          | Locutor de rádio |